# Avia (orologi)
Avia - Fabrique d'Horlogerie de Montres Degoumois SA è stata un'azienda svizzera produttrice di orologi da tasca e polso.

## Storia
Avia Watch Company, fu fondata a La Chaux-de-Fonds nel 1887 da Degoumois, nel 1933 la società si trasferisce a Neuchâtel, anche Avia, come molte altre case d'orologeria, lavorò allo sviluppo dell'orologio da polso. Nel 1968 Avia divenne parte di un consorzio di 6 produttori di orologi, tra cui Avia, Invicta e Sandoz, che acquistarono poi Waltham di Chicago.
I suoi orologi furono commercializzati oltre che con il marchio "Avia" anche con: "Avia King" "Azia" "Avion". La casa non produceva movimenti di manifattura, incassavano movimenti Eta, M.S.T, A.S, Felsa, Valjoux, Venus e Landeron.

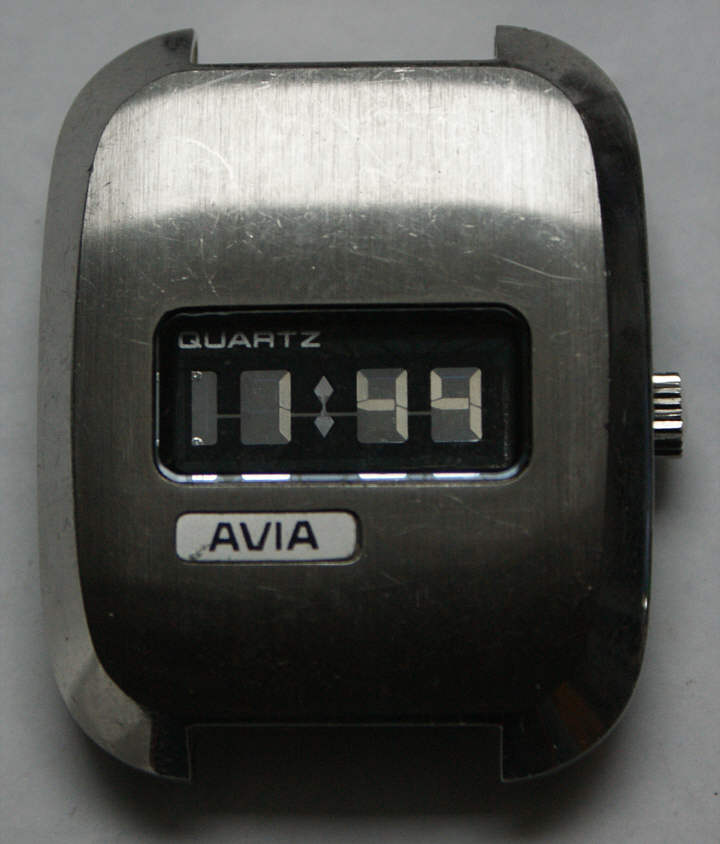
Esemplare di orologio Avia digitale al quarzo degli anni '70.

È stato questo consorzio che ha sviluppato il primo al quarzo digitale con un display LCD (liquid crystal display) e che lo ha rivelato al mondo il 6 marzo 1972 alla Fiera di Basilea. L'impatto di questo è stato enorme, e ha permesso di produrre in serie a buon mercato orologi in grado di una precisione senza pari. L'invenzione ha preso d'assalto il mercato e ha lasciato alla ribalta i concorrenti che producevano orologi meccanici tradizionali. La popolarità dell'orologio digitale Avia è stata così grande che è stata una pubblicità Avia che ha pubblicato la copertina dell'edizione di luglio del Horological Journal nel 1975.
Avia sembrava essere uno dei marchi da tenere d'occhio, tuttavia, la tecnologia è stata facilmente copiata e dagli anni '80 gli orologi digitali non erano più visti come articoli di lusso e potevano essere acquistati a buon mercato. In questo modo il marchio ha perso popolarità, alla fine è stato acquistato dal gruppo Fossil.

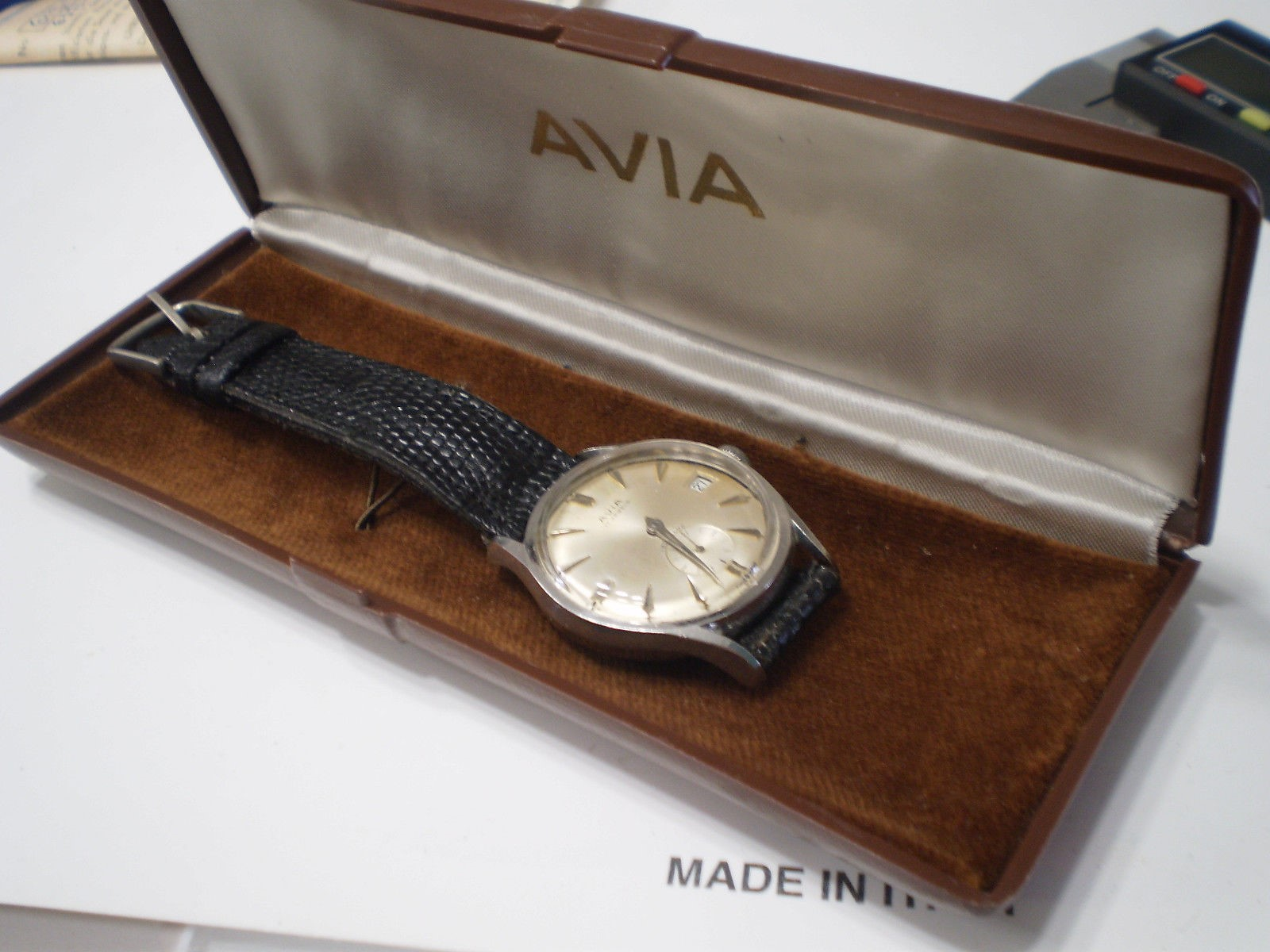
Un orologio Avia a carica manuale, corredato di scatola originale, degli anni '50 (fabbricato in Svizzera).